# Candace Puopolo
Candace Puopolo z domu Kucsulain (ur. 2 sierpnia 1980 w Anchorage, Alaska) – amerykańska wokalistka i autorka tekstów, a także zawodniczka trójboju siłowego. Jest znana z wieloletnich występów w zespole metalcore'owym Walls of Jericho. Po wydaniu albumu pt. The American Dream z 2008 i odbyciu z grupą trasy koncertowej postanowiła założyć rodzinę i w związku tym tymczasowo przerwać działalność w zespole. Jej mężem został gitarzysta zespołu Death Before Dishonor - Frankie Puopolo, z którym ma córkę Patsy (ur. 2011). Wraz z mężem pobocznie stworzyła projekt muzyczny The Beautifuls. Miała młodszego brata Larry'ego, który zmarł w lutym 2016 na nowotwór mózgu (wokalistka zadedykowała jemu utwór pt. "Cutbird" na albumie No One Can Save You From Yourself).

## Dyskografia
- Bloodlined Calligraphy – "Know When To Hold 'Em" na albumie They Want You Silent (2005, Facedown Records, gościnnie)[11]
- 36 Crazyfists – "Vast And Vague" na albumie The Tide And Its Takers (2008, Ferret Music, gościnnie)[12]
- Madball – "Born Strong" na albumie Hardcore Lives (2014, Nuclear Blast, gościnnie)[13][14]